# Aracar
Aracar ist ein Stratovulkan im Nordwesten Argentiniens, östlich der argentinisch-chilenischen Grenze. Er liegt am Rande der Puna de Atacama, einem Hochplateau östlich der Atacama-Wüste.
Der Gipfelkrater hat einen Durchmesser von 1 bis 1,5 Kilometer und enthält einen kleinen Kratersee.  Der Vulkan wurde während drei Ausbruchszyklen gebildet, zurückgehend bis ins Pliozän. Mehrere Lavaströme bedecken die tieferliegenden Hänge des Vulkans. Es gibt Berichte über mögliche Asche-Eruptionen im Gipfelbereich am 28. März 1993, zu sehen bis in das ca. 50 km entfernte Dorf Tolar Grande. Bis heute ist allerdings unklar, ob es sich dabei um einen Ausbruch oder lediglich um Staubwolken infolge eines Steinschlags handelte.